# Sebastian Tham (riksdagsman)
Fredrik August Sebastian Tham (i riksdagen kallad Tham i Susegården), född 10 april 1847 i Stora Kopparbergs församling, Kopparbergs län, död 14 augusti 1923 på Susegården i Kvibille, var en svensk godsägare och riksdagsman. Han tillhörde ätten Tham och var bror till Vollrath Tham och Wilhelm Tham.
Tham var son till en bergshauptman och riksdagsledamot, och gift med Maria Beata Ulrika Kuylenstierna, född 1853. När hon avled 1876, gifte han om sig med hennes syster Fredrika Emilia Juliana Kuylenstierna, född 1856. Han var en tid fartygsbefälhavare, senare stationsinspektor, innan han valde att ägna sig åt lantbruk som ägare till Susegården i Hallands län samt flera andra egendomar. Som politiker var han ledamot av riksdagens första kammare 1895-1897 och 1899-1907, invald i Hallands läns valkrets.